# Maciej Korzym
Maciej Korzym, né le 2 mai 1988 à Nowy Sącz, est un footballeur polonais. Il évolue au poste d'attaquant avec le club du Sandecja Nowy Sącz .

## Biographie
Avec les espoirs polonais, il inscrit lors des éliminatoires du championnat d'Europe espoirs un doublé contre la Géorgie, puis un but contre le Liechtenstein. Il marque également contre la France en amical.
Avec l'équipe du Legia Varsovie, il participe aux compétitions continentales, disputant deux matchs en Ligue des champions, et une rencontre en Coupe de l'UEFA.
Il joue plus de 200 de matchs en Ekstraklasa, marquant une quarantaine de buts dans ce championnat.

## Palmarès
- Champion de Pologne de D2 en 2017 avec le Sandecja Nowy Sącz
- Finaliste de la Supercoupe de Pologne en 2006 avec le Legia Varsovie